# Pihla
Pihla is een plaats in de Estlandse gemeente Hiiumaa, provincie Hiiumaa. De plaats heeft de status van dorp (Estisch: küla).
Pihla lag tot in oktober 2013 in de gemeente Kõrgessaare, daarna tot in oktober 2017 in de gemeente Hiiu en sindsdien in de fusiegemeente Hiiumaa.

## Bevolking
Het dorp had 14 inwoners op 31 december 2011 en 19 inwoners op 31 december 2021.

## Geografie
De kerk, het kerkhof en de pastorie van het buurdorp Reigi liggen op het grondgebied van Pihla.
De baai Kirikulaht, een uitloper van de Baai van Reigi, ligt voor een deel op het grondgebied van Pihla. De rivier Pihla komt op Kirikulaht uit. De Tugimaantee 80, de secundaire weg van Heltermaa via Kärdla naar Luidja, komt door het dorp.

## Geschiedenis
Pihla werd voor het eerst genoemd in 1254 als haven onder de naam Pylay. In 1562 stond het dorp bekend als Pylas, in 1611 als Pihla. Het hoorde voor een deel tot de bezittingen van de kerk van Reigi en voor een ander deel bij het landgoed van Hohenholm (Kõrgessaare).
Tussen 1977 en 1997 maakte het buurdorp Rootsi deel uit van Pihla.

## Foto's

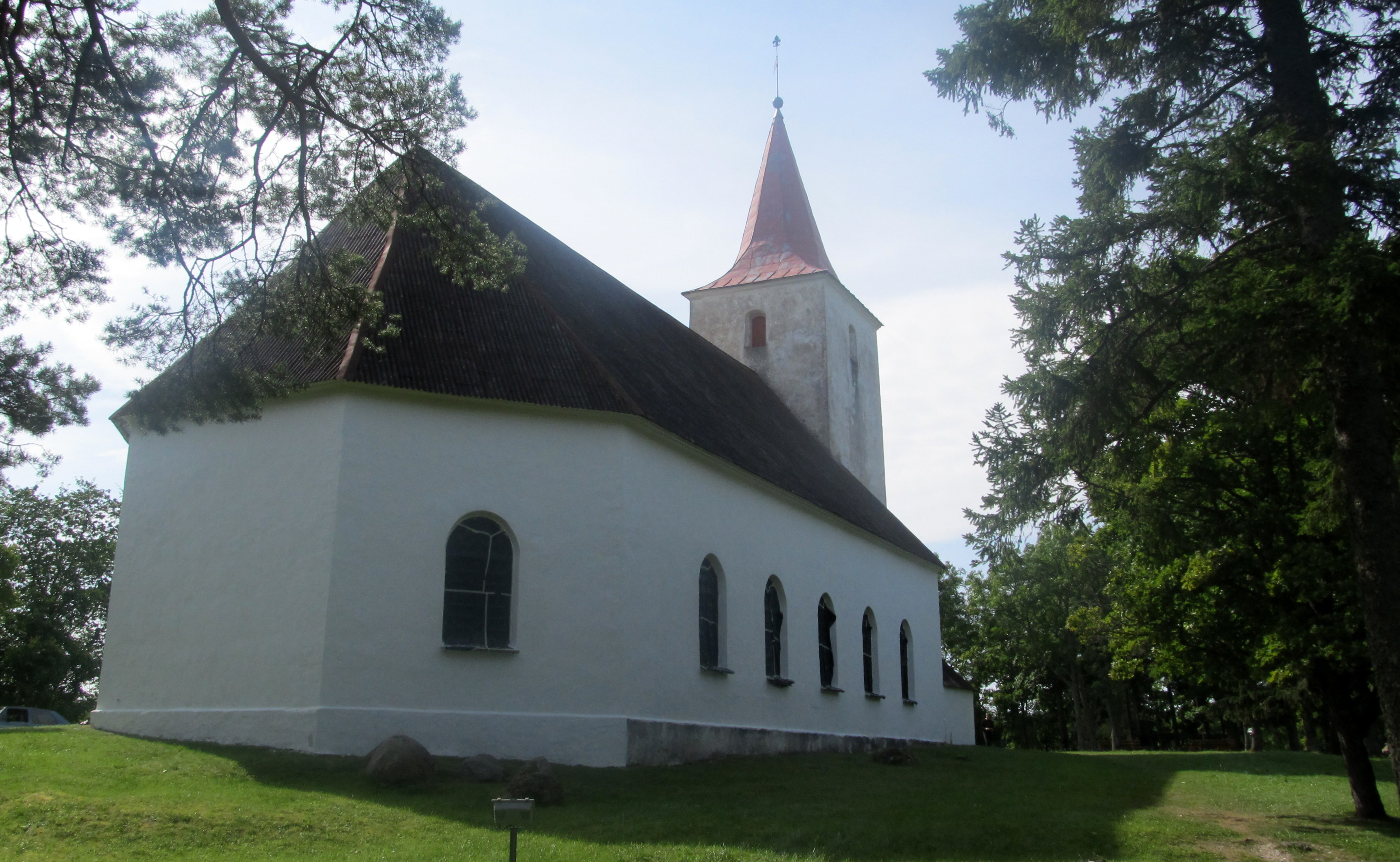
De kerk van Reigi
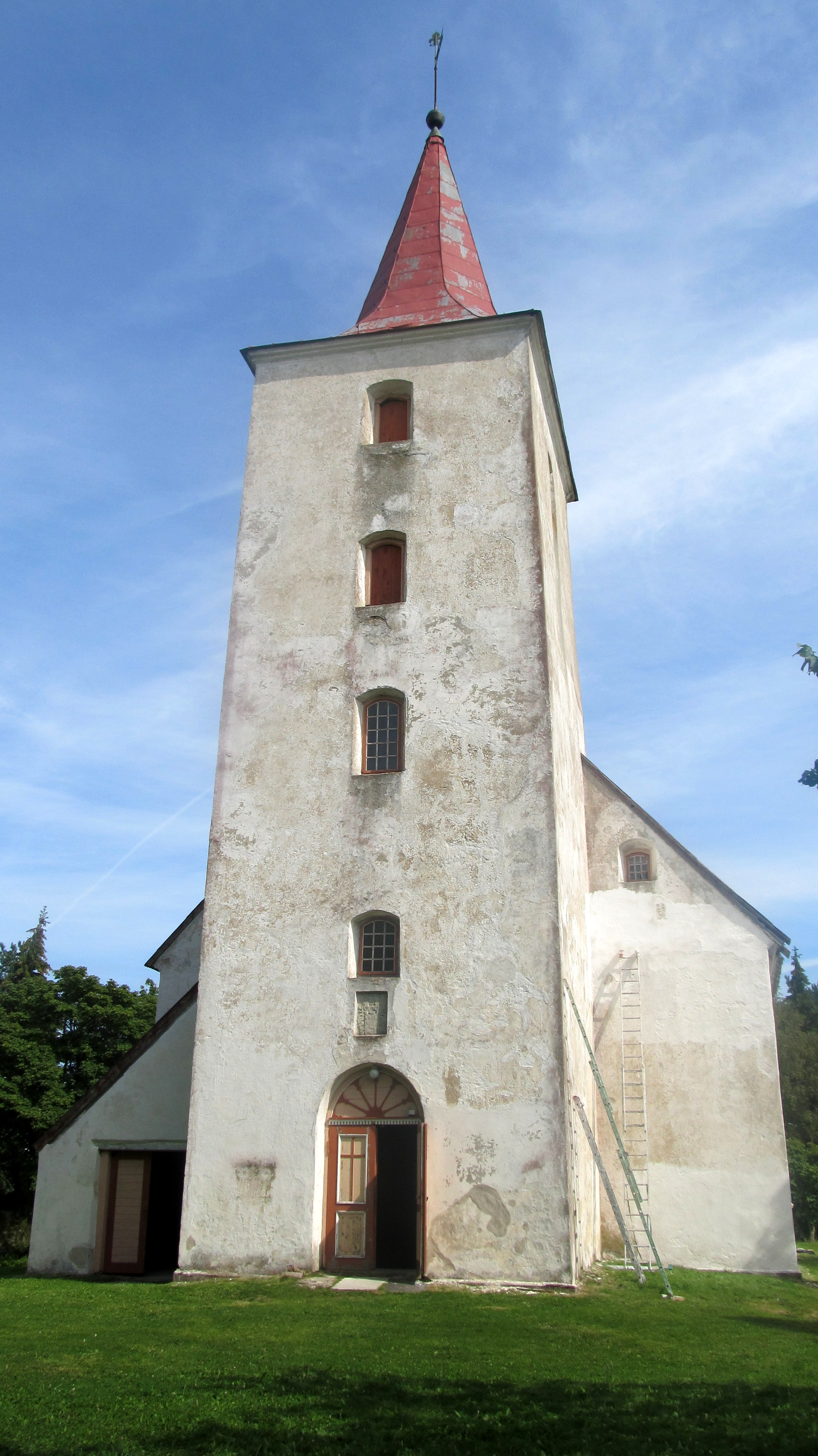
De toren
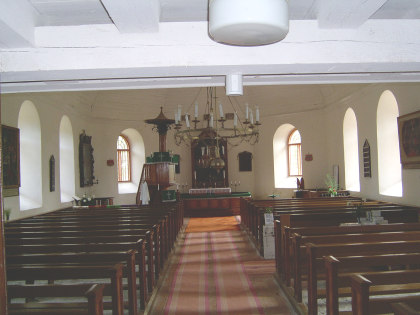
Interieur
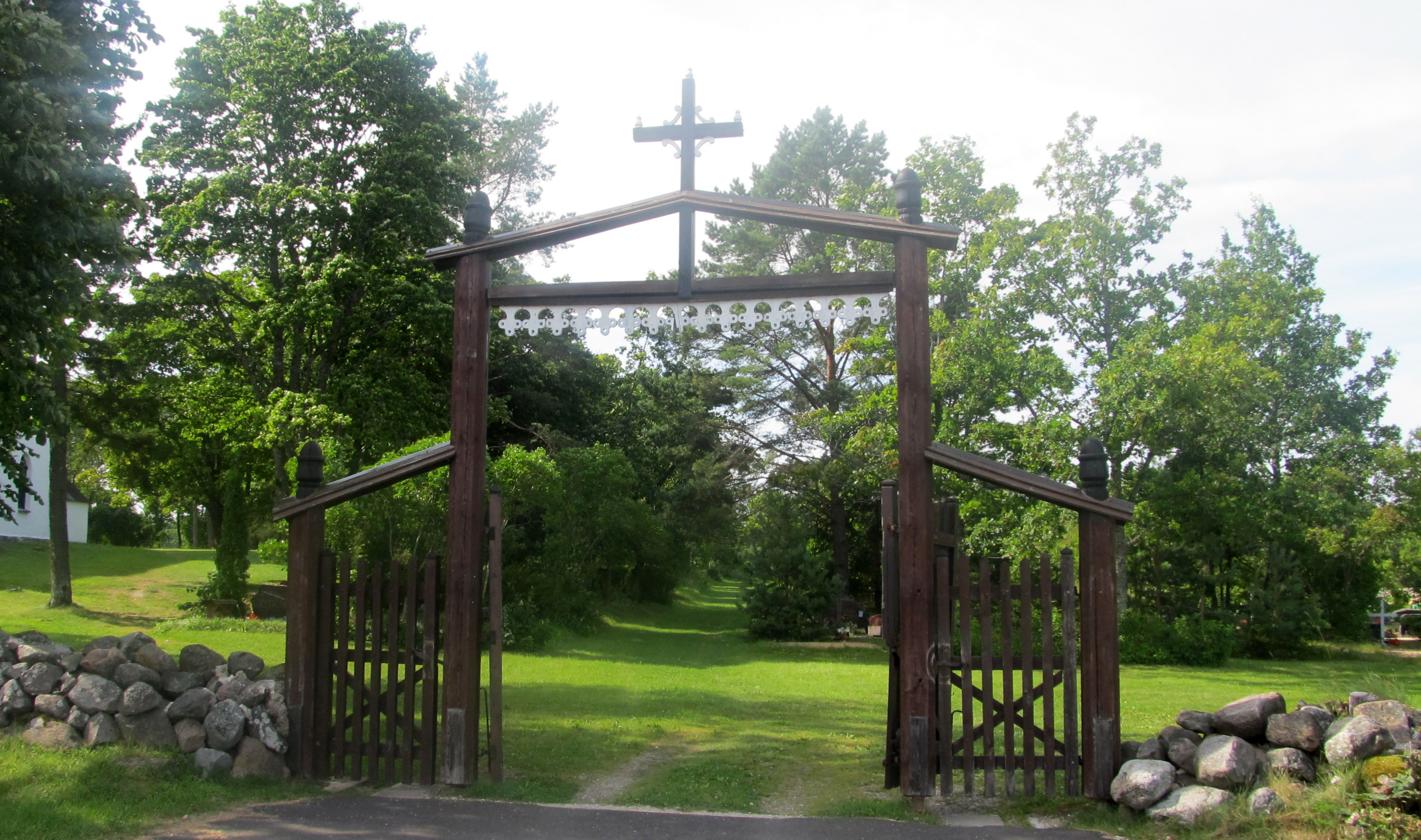
Toegangspoort tot het kerkhof
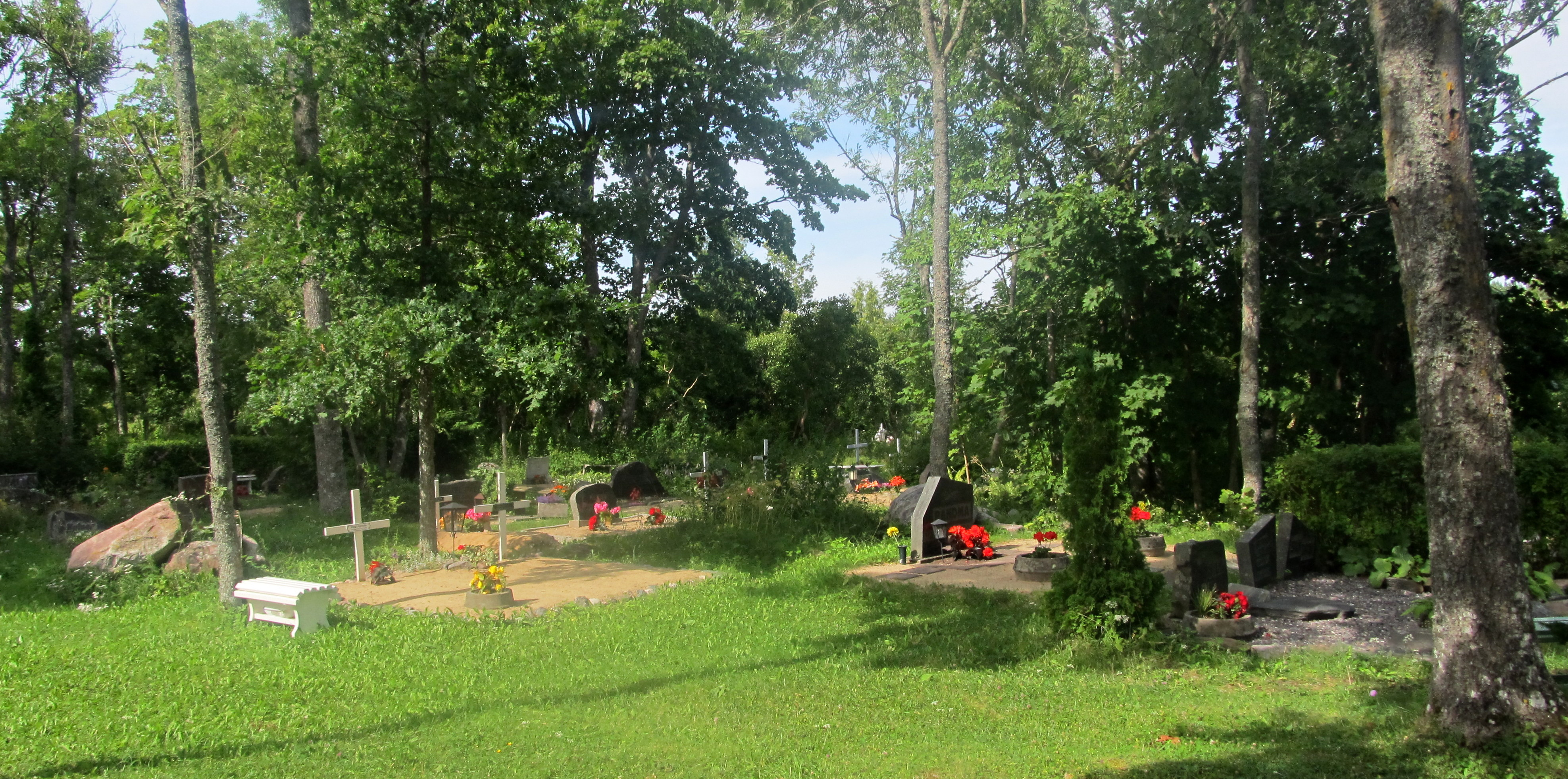
Graven
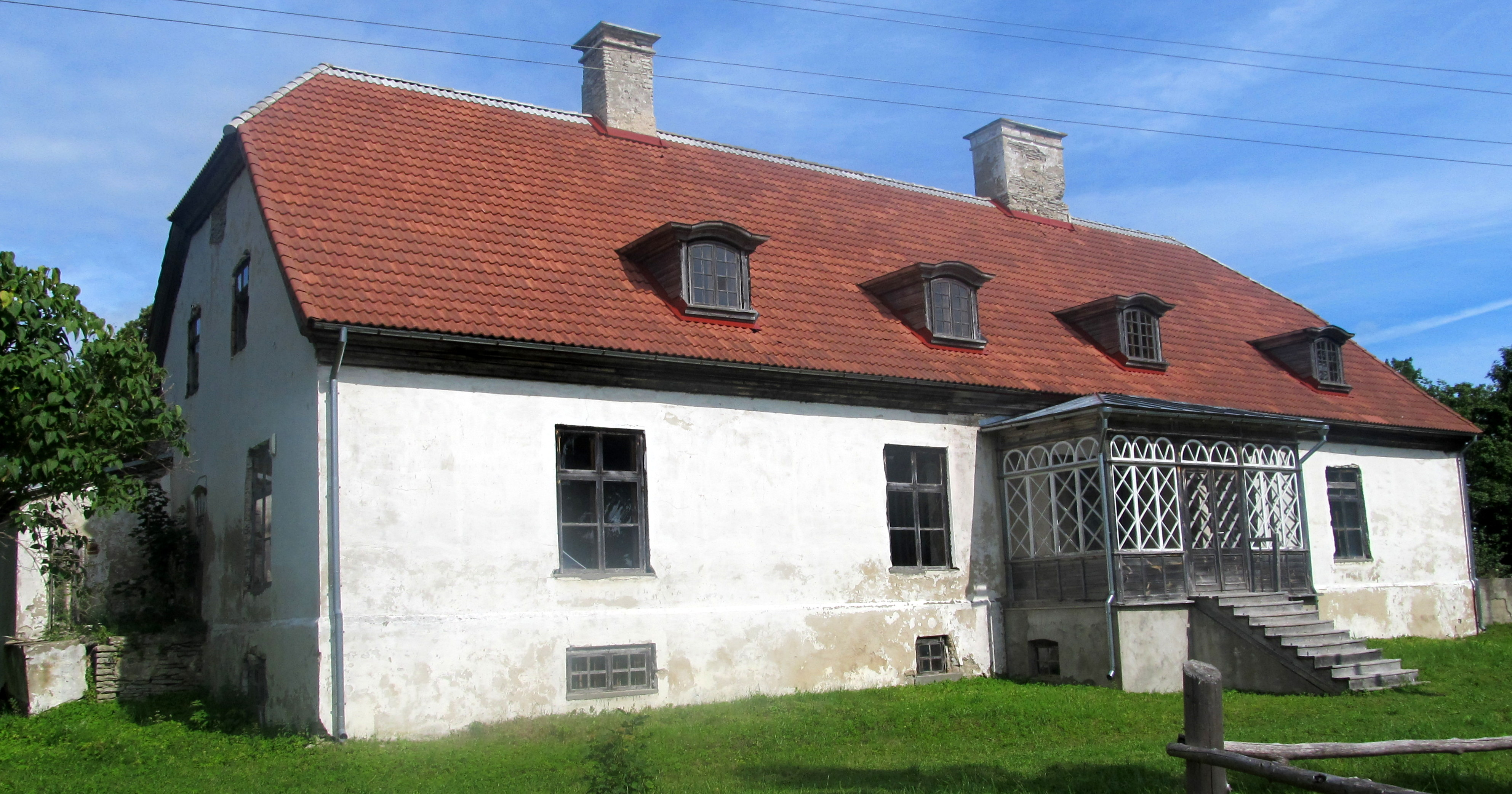
Pastorie
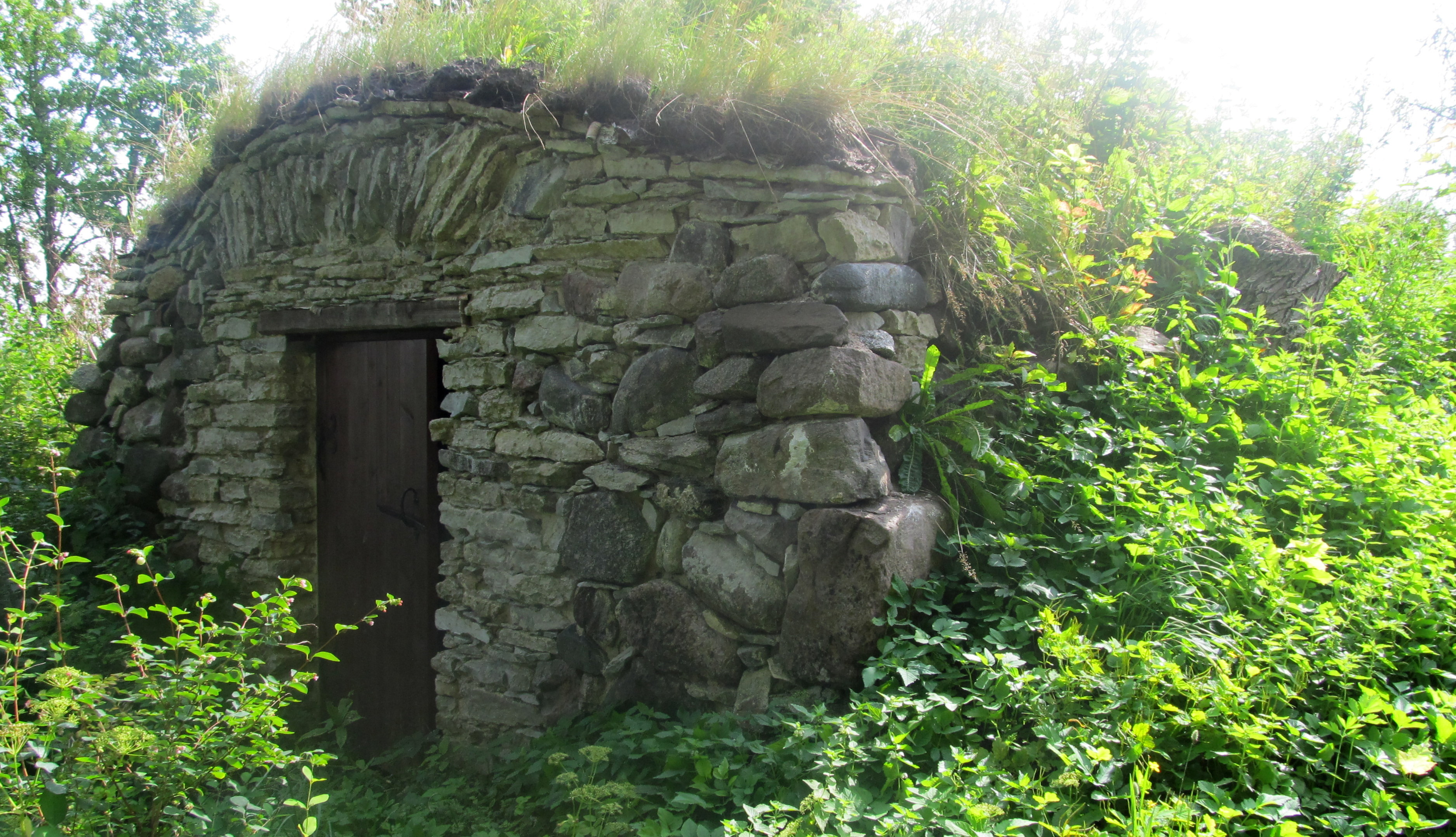
De kelder van de pastorie